# 2,6-Điaminopurin
2,6-điaminopurin (2,6-DAP, còn được gọi là 2-aminoađenin) là một hợp chất từng được sử dụng trong điều trị bệnh máu trắng. Nó được tìm thấy thay vì ađenin trong vật liệu di truyền của một số vi rút thực khuẩn.
Vào tháng 8 năm 2011, một báo cáo, dựa trên các nghiên cứu của NASA với các vẫn thạch được tìm thấy trên Trái đất, đã được công bố cho thấy 2,6-điaminopurin và các phân tử hữu cơ liên quan, bao gồm các thành phần DNA và RNA, ađenin và guanin, có thể đã được hình thành ngoài trái đất trong môi trường liên sao.